# Orthomorpha coriacea
Orthomorpha coriacea är en mångfotingart som beskrevs av Carl 1902. Orthomorpha coriacea ingår i släktet Orthomorpha och familjen orangeridubbelfotingar. Inga underarter finns listade i Catalogue of Life.